# Cuzorn
Cuzorn är en kommun i departementet Lot-et-Garonne i regionen Nouvelle-Aquitaine i sydvästra Frankrike. Kommunen ligger i kantonen Fumel som tillhör arrondissementet Villeneuve-sur-Lot. År 2022 hade Cuzorn 850 invånare.

## Befolkningsutveckling
Antalet invånare i kommunen Cuzorn
| Referens: INSEE |